# Mistrzostwa Polski Seniorów w Lekkoatletyce 1923
4. Mistrzostwa Polski Seniorów w Lekkoatletyce – zawody, które rozgrywane były w Warszawie w Parku Sobieskiego (obecnie Park Agrykola) 25 i 26 sierpnia 1923.

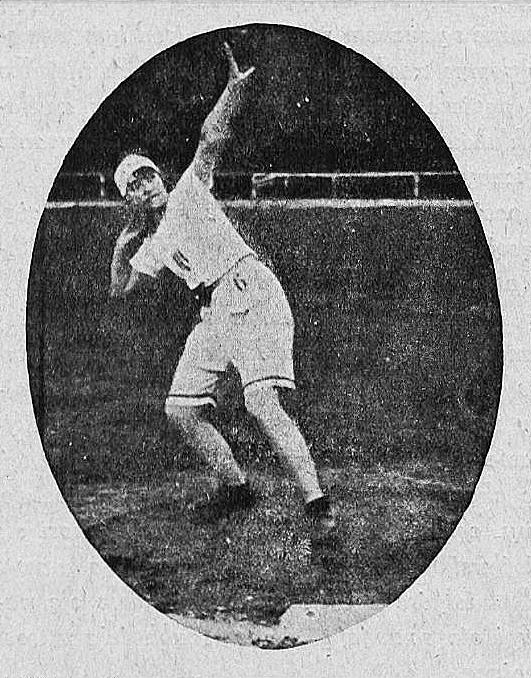
Stefania Ditczuk w trakcie rzutu kulą podczas MP 1923

## Rezultaty
| NR – rekord Polski \| SB – najlepszy wynik w sezonie \| PB – rekord życiowy |

### Mężczyźni
| Konkurencja:                  | 1. miejsce                                                                                     | Rezultat   | 2. miejsce                                                                             | Rezultat | 3. miejsce                                   | Rezultat |
| Bieg na 100 m                 | Aleksander Szenajch Warszawianka                                                               | 11,4       | Stanisław Sośnicki Polonia Warszawa                                                    | 11,4     | Władysław Dobrowolski 6 pp. Wilno            | o 1,5 m  |
| Bieg na 200 m                 | Stanisław Rothert Polonia Warszawa                                                             | 23,5 SB    | Zygmunt Weiss AZS Warszawa                                                             | 23,6     | Henryk Piątkowski Polonia Warszawa           |          |
| Bieg na 400 m                 | Stanisław Rothert Polonia Warszawa                                                             | 53,0 SB    | Zygmunt Weiss AZS Warszawa                                                             | 53,3     | Stanisław Świętochowski Polonia Warszawa     |          |
| Bieg na 800 m                 | Zdzisław Karczewski AZS Warszawa                                                               | 2:08,2     | Franciszek Kawa Pogoń Lwów                                                             | 2:08,3   | Józef Jaworski AZS Warszawa                  |          |
| Bieg na 1500 m                | Franciszek Kawa Pogoń Lwów                                                                     | 4:25,8 SB  | Jan Baran Pogoń Lwów                                                                   | 4:27,8   | Józef Rokita Pentatlon Poznań                |          |
| Bieg na 3000 m                | Stanisław Ziffer Legia Warszawa                                                                | 10:07,5    | Wacław Fijałkowski Legia Warszawa                                                      |          | Michał Gazicki ŁKS Łódź                      |          |
| Bieg na 5000 m                | Stefan Kostrzewski ŁKS Łódź                                                                    | 16:56,8    | Edmund Kosicki 60 pp. Rohatyń                                                          | 16:56,9  | Stanisław Ziffer Legia Warszawa              | o 100 m  |
| Bieg na 10 000 m              | Tadeusz Dajewski Stella Gniezno                                                                | 36:49,7    | Jakub Wlazło 40 pp. Lwów                                                               | 36:49,9  | Tadeusz Eysymontt Warszawianka               | 37:51,0  |
| Bieg na 110 m przez płotki    | Ludwik Chełmicki AZS Warszawa                                                                  | 18,4       | Felicjan Gilewski Pentatlon Poznań                                                     | 18,8     | Wacław Kuchar Pogoń Lwów                     |          |
| Bieg na 400 m przez płotki    | Wacław Kuchar Pogoń Lwów                                                                       | 1:03,2 NR  | Tadeusz Rykowski Polonia Warszawa                                                      | 1:06,8   | [ a ]                                        |          |
| Bieg na 3000 m z przeszkodami | Stanisław Ziffer Legia Warszawa                                                                | 10:28,0 NR | Wacław Fijałkowski Legia Warszawa                                                      | 11:10,0  | Stefan Szelestowski Polonia Warszawa         | o 200 m  |
| Bieg na 3000 m drużynowo      | Legia Warszawa Stanisław Ziffer Wacław Fijałkowski ??                                          | 8 pkt.     | ŁKS Łódź Michał Gazicki ??                                                             | 14 pkt.  |                                              |          |
| Sztafeta 4 × 100 m            | Polonia Warszawa Stefan Terpiński Stanisław Świętochowski Stanisław Rothert Stanisław Sośnicki | 46,6       | Warszawianka Aleksander Szenajch Leonard Mieszkowski Feliks Weinthal Jerzy Mieszkowski | 47,2     | Pentatlon Poznań                             |          |
| Sztafeta 4 × 400 m            | AZS Warszawa Zygmunt Weiss Józef Jaworski Zdzisław Karczewski Stefan Ołdak                     | 3:48,0     | [ b ]                                                                                  |          |                                              |          |
| Skok wzwyż                    | Wacław Kuchar Pogoń Lwów                                                                       | 1,65       | Julian Gruner AZS Warszawa                                                             | 1,62     | Jan Loth Polonia Warszawa                    | 1,60     |
| Skok o tyczce                 | Stefan Adamczak Pentatlon Poznań                                                               | 3,20       | Kazimierz Cybulski Pogoń Lwów                                                          | 3,10     | Henryk Konarzewski Szkoła Rolnicza Sobieszyn | 2,90     |
| Skok w dal                    | Stanisław Sośnicki Polonia Warszawa                                                            | 6,245      | Franciszek Herchold 5 pp Leg. Wilno                                                    | 5,86     | Wacław Kuchar Pogoń Lwów                     | 5,65     |
| Trójskok                      | Stanisław Sośnicki Polonia Warszawa                                                            | 12,31 SB   | Felicjan Gilewski Pentatlon Poznań                                                     | 12,03    | Tadeusz Konopacki Pentatlon Poznań           | 11,50    |
| Pchnięcie kulą                | Józef Baran Pogoń Lwów                                                                         | 11,98      | Kazimierz Cybulski Pogoń Lwów                                                          | 11,16    | Jerzy Łucki Pogoń Lwów                       | 10,95    |
| Rzut dyskiem                  | Sławosz Szydłowski Pogoń Lwów                                                                  | 38,38      | Kazimierz Cybulski Pogoń Lwów                                                          | 35,97    | Władysław Koziełł AZS Lublin                 | 34,74    |
| Rzut młotem                   | Sławosz Szydłowski Pogoń Lwów                                                                  | 22,29 NR   | Wacław Znajdowski Polonia Warszawa                                                     | 20,19    | Jerzy Łucki Pogoń Lwów                       | 19,63    |
| Rzut oszczepem                | Sławosz Szydłowski Pogoń Lwów                                                                  | 51,65      | Julian Gruner AZS Warszawa                                                             | 44,46    | Ludwik Chełmicki AZS Warszawa                | 44,32    |

### Kobiety
| Konkurencja:              | 1. miejsce                                                                     | Rezultat | 2. miejsce                                                                      | Rezultat | 3. miejsce                       | Rezultat |
| Bieg na 60 m              | Irmina Rzeźnicka Warszawianka                                                  | 8,6      | Bronisława Szmendziuk Pogoń Lwów                                                | 8,7      | Marzena Szmid Polonia Warszawa   | 8,7      |
| Bieg na 100 m             | Irmina Rzeźnicka Warszawianka                                                  | 14,1 NR  | Bronisława Szmendziuk Pogoń Lwów                                                | 14,2     | Marzena Szmid Polonia Warszawa   | 14,4     |
| Bieg na 200 m             | Wanda Kwaśniewska Polonia Warszawa                                             | 31,4 NR  | Marzena Szmid Polonia Warszawa                                                  | 31,6     | Irena Gwizdała Pogoń Lwów        | 31,9     |
| Bieg na 65 m przez płotki | Marzena Szmid Polonia Warszawa                                                 | 13,1     | Maria Baran Polonia Warszawa                                                    | o 5 m    | Stefania Ditczuk Pogoń Lwów      |          |
| Sztafeta 4 × 60 m         | Pogoń Lwów Zofia Zarugiewicz Ewa Karczmar Irena Gwizdała Bronisława Szmendziuk | 35,8     |                                                                                 |          |                                  |          |
| Sztafeta 4 × 100 m        | Pogoń Lwów Zofia Zarugiewicz Ewa Karczmar Irena Gwizdała Bronisława Szmendziuk | 58,9     | Warszawianka Irmina Rzeźnicka Maria Adessman Zofia Klukowska Myszka Juchniewicz | 1:01,2   |                                  |          |
| Skok wzwyż                | Stefania Ditczuk Pogoń Lwów                                                    | 1,26 NR  | Hanna Jabłczyńska AZS Warszawa                                                  | 1,21     | Irmina Rzeźnicka Warszawianka    | 1,21     |
| Skok w dal                | Irmina Rzeźnicka Warszawianka                                                  | 4,35 NR  | Irena Gwizdała Pogoń Lwów                                                       | 4,11     | Bronisława Szmendziuk Pogoń Lwów | 4,09     |
| Pchnięcie kulą            | Stefania Ditczuk Pogoń Lwów                                                    | 8,05 SB  | Hanna Jabłczyńska AZS Warszawa                                                  | 6,26     | Bronisława Szmendziuk Pogoń Lwów | 5,79     |
| Rzut oszczepem            | Stefania Ditczuk Pogoń Lwów                                                    | 21,20    | Hanna Jabłczyńska AZS Warszawa                                                  | 13,70    | Zofia Klukowska Warszawianka     | 12,80    |

## Chód na 10 kilometrów
Mistrzostwa w chodzie na 10 kilometrów mężczyzn zostały rozegrane 30 września w Warszawie.
| Konkurencja:          | 1. miejsce                          | Rezultat | 2. miejsce                     | Rezultat | 3. miejsce                       | Rezultat |
| Chód na 10 kilometrów | Zygmunt Zajączkowski Orkan Warszawa | 53:35,8  | Zygmunt Suchcicki AZS Warszawa | 54:42,0  | Zdzisław Karczewski AZS Warszawa | 55:38,0  |

## Dziesięciobój
Mistrzostwa w dziesięcioboju mężczyzn odbyły się 10 i 11 listopada w Warszawie w Parku Sobieskiego.
| Konkurencja:  | 1. miejsce               | Rezultat         | 2. miejsce                    | Rezultat     | 3. miejsce                       | Rezultat     |
| Dziesięciobój | Wacław Kuchar Pogoń Lwów | 5027.255 pkt. SB | Ludwik Chełmicki AZS Warszawa | 4293,37 pkt. | Stefan Adamczak Pentatlon Poznań | 4277,81 pkt. |

## Klasyfikacja drużynowa
W klasyfikacji drużynowej zwyciężyła Pogoń Lwów (12 medali złotych, 6 srebrnych, 6 brązowe), druga była Polonia Warszawa (7, 5, 4), a trzecia Warszawianka (4, 2, 3).